# Étymologie de jésuite
Pour les articles homonymes, voir Jésuite (homonymie).
Un jésuite est aujourd'hui généralement un membre de la Compagnie de Jésus, qu’il soit prêtre jésuite, frère jésuite ou étudiant jésuite (appelé également Scolastique), et l'adjectif jésuite qualifie ce qui a rapport à la Compagnie de Jésus. Mais le mot a eu un sens plus ancien.

## Origine et évolution du mot
À la fin du Moyen Âge, en Europe du nord, on rencontre le mot latin jesuita dans le sens de « bon chrétien », disciple de Jésus. 
Au XIVe siècle, Ludolphe de Saxe (dit le Chartreux), dans sa Vita Christi, écrit : « Au ciel, nous serons appelés jésuites par Jésus lui-même, c'est-à-dire ‘sauvés par le Seigneur’ ». 
Par dérision et glissement sémantique, ceux qui exagéraient et se posaient trop visiblement comme « bons chrétiens » étaient qualifiés de « jésuites ». Dans ce sens devenu péjoratif, le mot fut si commun qu’il se trouve dans des manuels de préparation au sacrement de pénitence de l'époque : Je m’accuse d’avoir été pharisien, jésuite et hypocrite.

## Les Jésuates
Quelque deux siècles avant la Compagnie de Jésus, une fraternité évangélique fondée par Jean Colombini (1304-1367) devint un ordre religieux, en 1367, sous le nom populaire de Pauvres Jésuates.

## Les premiers compagnons d'Ignace de Loyola
Ignace de Loyola, lorsqu’il fait référence au groupe d’étudiants qui, avec lui, prononcèrent leurs vœux à Montmartre (Paris) en 1534, parle de ses « amis dans le Seigneur ».
Après la fondation officielle de la Compagnie de Jésus, en 1540, lorsque les Amis commencèrent à circuler en Italie et ailleurs, la voix populaire leur donna des noms différents. On parlait de Prêtres réformés en Italie du nord, d’Apôtres au Portugal (ce qui déplut au commentateur officiel des Constitutions, Jérome Nadal, qui rappela qu’il n’y avait que douze Apôtres), d’Ignaciens en Espagne (Ignace s’y opposa), de Paulistes à Goa en Inde (par association au collège Saint-Paul fondé par saint François Xavier), etc. 
Dans une lettre de janvier 1545, le père Pierre Canisius écrit : « À Cologne (Allemagne), c’est par le terme de « Jésuites » que les membres de la Compagnie sont généralement connus ». Il semble bien que les luthériens, ironisant sur le nom officiel de Compagnie de Jésus aient cherché à réhabiliter le sens péjoratif du mot. Bien qu'il en perçoive la moquerie, et qu'il soit lui-même appelé « le chien » dans les pamphlets luthériens, Canisius ne s'opposait pas à cette appellation qui les « associait à la croix du Christ ».

## Saint Ignace et les Jésuites
Le mot "jésuite" ne se retrouve pas dans les textes fondateurs de la Compagnie de Jésus, et Ignace de Loyola ne l’emploie pas dans ses écrits. Autant il tenait beaucoup au nom officiel de Compagnie de Jésus, car lié à son expérience religieuse de La Storta, autant il est silencieux sur le terme jésuite. Il ne s’y oppose pas et ne l’encourage pas non plus. 
Le terme s’est rapidement répandu. Au concile de Trente, les procès-verbaux désignent déjà comme jésuites les membres de la Compagnie qui prenaient part aux délibérations. En 1562, référence est faite au père Jacques Lainez comme Generalis Jesuitarum. 
Même s’il est largement utilisé à l’intérieur comme à l’extérieur de la Compagnie de Jésus, le terme de jésuite n’est pas officiel. Il n’a jamais été défini comme tel.